# Rosskopf (Zillertaler Alpen)
Der Rosskopf, früher Roßkopf, ist ein 2845 m ü. A. hoher Berg in der Reichenspitzgruppe in den östlichen Zillertaler Alpen unweit der Grenze zwischen Salzburg und Tirol. Unterhalb des Rosskopfes liegt die Rosskarlacke.

## Routen
Der Gipfel ist von der Zittauer Hütte, Richterhütte oder dem Krimmler Tauernhaus erreichbar.